# NGC 7243
NGC 7243 је расејано звездано јато у сазвежђу Гуштер које се налази на NGC листи објеката дубоког неба.
Деклинација објекта је + 49° 53' 51" а ректасцензија 22h 15m 8,5s. Привидна величина (магнитуда) објекта NGC 7243 износи 6,4. NGC 7243 је још познат и под ознакама OCL 221.